# 庫努牡
庫努牡（（亦可拼寫為"Chnum", "Knum"或"Khnemu"）是最早的埃及神祇之一，原為尼羅河源頭之神。由於尼羅河每年的固定氾濫會帶來淤泥與黏土，而河水則帶來生命，所以庫努牡也被認為是兒童的創造者；傳說他先在一個手拉胚轉盤上用陶土做出小孩的身體，再把它放到母親的子宮中。在後期的神話裡，甚至連其他的神祇都是由庫努牡捏塑出來的，祂因此被稱為「陶工之神」和「造物之神」。

## 庫努牡崇拜
庫努牡神的信仰中心在象島和恩斯納這兩座被認為是聖地的河濱城市。古埃及的孩童取名時經常會引用到庫努牡的名字以求得到保護，例如在埃及第四王朝修建了吉薩大金字塔的法老古夫王全名就叫做Khnum-khufwy，意指「庫努牡神是我的守護者」，由此可見庫努牡在埃及信仰中的重要性。

### 象島庫努牡神廟
象島被埃及人視為庫努牡的居所，在象島的神廟同時供奉著祂的妻子尼羅河洪水之神莎提Satis以及祂們的女兒尼羅河神安努克忒。這座神廟最早可追溯至埃及中王國時期；從新王國時期拉美西斯二世時期所尋得的證據來看，直至當時庫努牡仍受當地的崇拜。

### 恩斯納庫努牡神廟
恩斯納的神廟同時供奉著克努牡、恩斯納的守護女神奈忒和魔法之神荷卡。這座神廟可追溯至托勒密王朝時期，不過當時的庫努牡被描繪為鱷頭人身的神祇，而祂的妻子則為戰爭女神蔓希忒以及疆域女神娜普圖（Nebt-uu）；蔓希忒是庫努牡的正妻，而荷卡則為其長子與承繼者。庫努牡和奈忒在恩斯納的神話版本中同被尊為造物之神，庫努牡有時被稱為「眾父之父」（"father of the fathers"），而奈特則被稱為「眾母之母」（"mother of the mothers"）；在後期神話中，祂們又被視為太陽神拉的父母，因此拉又名「克努牡-拉」（Khnum-Re）。